# Rejon pomorzański
Rejon pomorzański (ukr. Поморянський район) – dawna jednostka podziału administracyjnego Ukraińskiej Socjalistycznej Republiki Radzieckiej w Związku Socjalistycznych Republik Radzieckich w latach 1940–1941 i  1946–1958. Należał do obwodu lwowskiego. Siedziba władz rejonu znajdowała się w Pomorzanach.
Rejon pomorzański został utworzony 7 marca 1940 w związku z przeniesieniem siedziby rejonu dunajowskiego w obwodzie lwowskim z Dunajowa do Pomorzan, które (wraz z miejscowościami Bohutyn, Bubszczany, Machnowce, Nestiuki i Torhów) włączono tego samego dnia do obwodu lwowskiego z rejonu zborowskiego w obwodzie tarnopolskim.
Rejon pomorzański przestał istnieć wraz z wybuchem wojny niemiecko-radzieckiej 22 czerwca 1941. Jego tereny weszły w skład Landkreis Złoczów i Landkreis Tarnopol dystryktu galicyjskiego Generalnego Gubernatorstwa.
Rejon został odtworzony latem 1944, po zajęciu tych terenów przez Armię Czerwoną.
25 września 1958 rejon pomorzański zniesiono, włączając jego obszar do rejonu złoczowskiego.